# Whewell-Lehrstuhl für internationales Recht
Der Whewell-Lehrstuhl für internationales Recht (Whewell Professorship of International Law) ist ein seit 1868 bestehender Lehrstuhl an der Juristischen Fakultät der University of Cambridge. Er wurde vom britischen Philosophen William Whewell gestiftet und zwei Jahre nach seinem Tod eingerichtet. Leitgedanke des Lehrstuhls ist es, einen Beitrag zur Verringerung der Ursachen von Kriegen und letztendlich zur Beseitigung des Krieges zwischen den Nationen zu leisten. Entsprechend den Statuten der University of Cambridge hat der Lehrstuhlinhaber das Recht auf Aufnahme am traditionsreichen Trinity College der Universität, an dem auch William Whewell wirkte.
Der Whewell-Lehrstuhl zählt neben dem Chichele-Lehrstuhl für Völkerrecht, der seit 1859 an der University of Oxford besteht, international zu den renommiertesten akademischen Positionen im Bereich des internationalen Rechts. Die Besetzung erfolgt durch ein Board of Electors, dem neben Vertretern der Universität und des Trinity College auch international ausgewiesene Völkerrechtsexperten angehören. Inhaber des Lehrstuhls waren Rechtswissenschaftler wie Henry Sumner Maine, John Westlake, Lassa Oppenheim und Derek Bowett sowie mit Arnold Duncan McNair, Hersch Lauterpacht, Robert Yewdall Jennings und James Crawford vier spätere Richter des Internationalen Gerichtshofs (IGH) in Den Haag, von denen zwei auch als Präsident des Gerichts wirkten.
Derzeitiger Whewell-Professor für internationales Recht ist seit 2016 Eyal Benvenisti.